# A Pittsburgh Penguins játékosainak listája
Ez a lista tartalmazza az összes jégkorongozó játékost, akik legalább egy mérkőzésen pályára léptek a National Hockey League-ben szereplő Pittsburgh Penguins színeiben 1967 óta.

Tartalomjegyzék: 
| Ábécé szerinti tartalomjegyzék                      |
| --------------------------------------------------- |
| A B C D E F G H I J K L M N O P Q R S T U V W X Y Z |

## A
- Ramzi Abid,
- Craig Adams,
- Peter Ahola,
- Brad Aitken,
- Peter Allen,
- Russ Anderson,
- Paul Andrea,
- Greg Andrusak,
- Lou Angotti,
- Shawn Antoski,
- Syl Apps, Jr.,
- John Arbour,
- Mark Arcobello,
- Colby Armstrong,
- Chuck Arnason,
- Arron Asham,
- Jean-Sébastien Aubin,
- Don Awrey,

## B
- Wayne Babych,
- Matthew Barnaby,
- Stu Barnes,
- Tom Barrasso,
- Doug Barrie,
- Len Barrie,
- Hank Bassen,
- Andy Bathgate,
- Nolan Baumgartner,
- Paul Baxter,
- Kris Beech,
- Roger Belanger,
- Brian Bell,
- Neil Belland,
- Beau Bennett,
- Harvey Bennett, Jr.,
- Josef Beránek,
- Drake Berehowsky,
- Yves Bergeron,
- Marc Bergevin,
- Stefan Bergkvist,
- Rick Berry,
- Nick Beverley,
- Wayne Bianchin,
- Larry Bignell,
- Les Binkley,
- Paul Bissonnette,
- Scott Bjugstad,
- Bob Blackburn,
- Tom Bladon,
- Mike Blaisdell,
- Doug Bodger,
- Eric Boguniecki,
- Patrick Boileau,
- Leo Boivin,
- Brian Bonin,
- Dennis Bonvie,
- Robert Bortuzzo,
- Joel Bouchard,
- Philippe Boucher,
- Bob Boughner,
- Chris Bourque,
- Phil Bourque,
- Pat Boutette,
- Zach Boychuk,
- Randy Boyd,
- Wally Boyer,
- Matt Bradley,
- Tim Brent,
- Andy Brickley,
- Michel Briere,
- Martin Brochu,
- Andy Brown,
- Doug Brown,
- Greg Brown,
- Rob Brown,
- Kelly Buchberger,
- Mike Bullard,
- Ted Bulley,
- Charlie Burns,
- Robin Burns,
- Dave Burrows,
- Rod Buskas,
- Sven Butenschön,

## C
- Eric Cairns,
- Jock Callander,
- Colin Campbell,
- Dave Capuano,
- Luca Caputi,
- Steve Cardwell,
- Randy Carlyle,
- Sébastien Caron,
- Gene Carr,
- Tom Cassidy,
- Jay Caufield,
- John Chabot,
- Blair Chapman,
- Todd Charlesworth,
- Alain Chevrier,
- Andy Chiodo,
- Marc Chorney,
- Taylor Chorney,
- Tom Chorske,
- Erik Christensen,
- Jeff Christian,
- Jeff Chychrun,
- Kim Clackson,
- Paul Coffey,
- Mike Comrie,
- Ty Conklin,
- Chris Conner
- Matt Cooke,
- Rene Corbet,
- Mike Corrigan,
- Jacques Cossette,
- Sidney Crosby,
- Cory Cross,
- Bruce Crowder,
- Greg Crozier,
- John Cullen,
- Randy Cunneyworth,
- John Curry,

## D
- Matt D’Agostini,
- Chris Dahlquist,
- Alexandre Daigle,
- Jean-Jacques Daigneault,
- Joe Daley,
- Trevor Daley,
- Jeff Daniels,
- Kim Davis,
- Dean De Fazio,
- Billy Dea,
- Nelson Debenedet,
- Gilbert Delorme,
- Ab DeMarco,
- Larry DePalma,
- Philippe DeRouville,
- Simon Despres,
- Bob Dillabough,
- Gord Dineen,
- Michel Dion,
- Bobby Dollas,
- Robert Dome,
- Shean Donovan,
- Rob Dopson,
- Steve Downie,
- Nick Drazenovic,
- Justin Duberman,
- Ron Duguay,
- Brian Dumoulin,
- Micki DuPont,
- Pascal Dupuis,
- Steve Durbano,
- Steve Dykstra,
- Joe Dziedzic,

## E
- Mike Eastwood,
- Mark Eaton,
- Andrew Ebbett,
- Darryl Edestrand,
- Tom Edur,
- Gary Edwards,
- Marv Edwards,
- Roy Edwards,
- Christian Ehrhoff,
- Nils Ekman,
- Shane Endicott,
- Deryk Engelland,
- Bryan Erickson,
- Bob Errey,

## F
- Pat Falloon,
- Bobby Farnham,
- Rico Fata,
- Mario Faubert,
- Ruszlan Fedotenko,
- Tony Feltrin,
- Andrew Ference,
- George Ferguson,
- Chris Ferraro,
- Peter Ferraro,
- Jonathan Filewich,
- Rusty Fitzgerald,
- John Flesch,
- Marc-André Fleury,
- Ron Flockhart,
- Dan Focht,
- Bryan Fogarty,
- Val Fonteyne,
- Brian Ford,
- Corey Foster,
- Greg Fox,
- Ron Francis,
- Dan Frawley,

## G
- Makszim Galanov,
- Perry Ganchar,
- Paul Gardner,
- Mathieu Garon
- Rob Garner,
- Steve Gatzos,
- Rob Geale,
- Brian Gibbons,
- Lee Giffin,
- Ed Gilbert,
- Stan Gilbertson,
- Randy Gilhen,
- Hal Gill,
- Bob Gladney,
- Tanner Glass,
- Marcel Goc,
- Eric Godard,
- Dave Goertz,
- Alex Goligoski,
- Szergej Goncsar,
- Steve Gotaas,
- Pat Graham,
- Tuomas Gronman,
- Scott Gruhl,
- Steve Guenette,
- Bill Guerin,

## H
- Vic Hadfield,
- Anders Håkansson,
- Jim Hamilton,
- Dave Hannan,
- Nick Harbaruk,
- Scott Harrington,
- Billy Harris,
- Paul Harrison,
- Richard Harrison,
- Kevin Hatcher,
- Greg Hawgood,
- Johan Hedberg,
- Shawn Heins,
- Denis Herron,
- Bryan Hextall Jr,
- Bill Hicke,
- Alex Hicks,
- Wayne Hicks,
- Andy Hilbert,
- Randy Hillier,
- Todd Hlushko,
- Paul Hoganson,
- Robert Holland,
- Brian Holzinger,
- Patric Hornqvist,
- Tim Horton,
- Marián Hossa,
- Greg Hotham,
- Jan Hrdina,
- Jiří Hrdina,
- Tim Hrynewich,
- Lex Hudson,
- Mike Hudson,
- Pat Hughes,
- Dave Hunter,
- Matt Hussey,

## I
- Jarome Iginla,
- Viktors Ignatjevs,
- Earl Ingarfield, Sr.,
- Gary Inness,

## J
- Richard Jackman,
- Jaromír Jágr,
- John Jakopin,
- Connor James,
- Arto Javanainen,
- Dustin Jeffrey,
- Grant Jennings,
- Andreas Johansson,
- Mathias Johansson,
- Greg Johnson,
- Jim Johnson,
- Mark Johnson,
- Nick Johnson,
- Jussi Jokinen,
- Stan Jonathan,
- Ron Jones,
- Hans Jonsson,
- Chris Joseph,

## K
- Mark Kachowski,
- Sheldon Kannegiesser,
- Ladislav Karabin,
- Darjusz Kaszparajtyisz,
- Rick Kehoe,
- Bob Kelly,
- Tyler Kennedy,
- Dan Kesa,
- Rick Kessell,
- Orest Kindrachuk,
- Rob Klinkhammer,
- Petr Klíma,
- Chuck Kobasew,
- Konsztantyin Koltszov,
- George Konik,
- Chris Kontos,
- Tom Kostopoulos,
- Alekszej Kovaljov,
- Milan Kraft,
- František Kučera,
- Chris Kunitz,
- Joel Kwiatkowski,
- Jim Kyte,

## L
- Yvon Labre,
- Dan LaCouture,
- Pete Laframboise,
- Jean-Guy Lagace,
- Patrick Lalime,
- Ron Lalonde,
- Mitch Lamoureux,
- Robert Lang,
- Ted Lanyon,
- Georges Laraque,
- Pierre Larouche,
- Brad Lauer,
- Janne Laukkanen,
- Kevin LaVallee,
- Gordie Laxton,
- Jamie Leach,
- Steve Leach,
- Patrick Lebeau,
- Bill LeCaine,
- John LeClair,
- Doug Lecuyer,
- Peter Lee,
- Guillaume Lefebvre,
- Petteri Lehto,
- Bob Leiter,
- Alain Lemieux,
- Mario Lemieux,
- Francois Leroux,
- Kristopher Letang,
- Mark Letestu,
- Pierre-Luc Letourneau-Leblond,
- Nick Libett,
- Willy Lindström,
- Richard Lintner,
- Troy Loney,
- Ross Lonsberry,
- Ben Lovejoy,
- Darren Lowe,
- Bernie Lukowich,
- Brian Lundberg,
- Ross Lupaschuk,
- Gilles Lupien,
- Jack Lynch,
- Steve Lyon,

## M
- Olli Määttä,
- Lowell MacDonald,
- Norm Maciver,
- Rick MacLeish,
- Al MacNeil,
- Pete Mahovlich,
- Jevgenyij Malkin,
- Greg Malone,
- Ryan Malone,
- Kent Manderville,
- Jimmy Mann,
- Moe Mantha, Jr.,
- Paul Marshall,
- Paul Martin,
- Dwight Mathiasen,
- Dick Mattiussi,
- Bryan Maxwell,
- Pat Mayer,
- Gary McAdam,
- Andrew McBain,
- Dunc McCallum,
- Kevin McCarthy,
- Kevin McClelland,
- Keith McCreary,
- Ab McDonald,
- Joe McDonnell,
- Al McDonough,
- Shawn McEachern,
- Jim McGeough,
- Jay McKee
- Steve McKenna,
- Brian McKenzie,
- Jim McKenzie,
- Dave McLlwain,
- Mike McMahon,
- Bob McManama,
- Marty McSorley,
- Mike Meeker,
- Jayson Megna,
- Ron Meighan,
- Josef Melichar,
- Eric Meloche,
- Gilles Meloche,
- Zbyněk Michálek
- Dave Michayluk,
- Greg Millen,
- Kevin Miller,
- Kip Miller,
- Chris Minard,
- Dmitrij Mironov,
- Carl Mokosak,
- Hartland Monahan,
- Dominic Moore,
- Ian Moran,
- Alekszej Morozov,
- Jim Morrison,
- Lew Morrison,
- Brenden Morrow
- Joe Mullen,
- Glenn Mulvenna,
- Paul Mulvey,
- Craig Muni,
- Matt Murley,
- Larry Murphy,
- Douglas Murray
- Glen Murray,
- Troy Murray,

## N
- Markus Naslund,
- Alain Nasreddine,
- James Neal,
- Patrick Neaton,
- Petr Nedvěd,
- Mike Needham,
- Todd Nelson,
- Cam Newton,
- Ville Nieminen,
- Matt Niskanen,
- Ted Nolan,
- Simon Nolet,
- Niklas Nordgren,
- Joe Noris,
- Jeff Norton,
- Hank Nowak,

## O
- Lyle Odelein,
- Roman Oksiuta,
- Fredrik Olausson,
- Eddie Olczyk,
- Krzysztof Oliwa,
- Tom O'Regan,
- Brooks Orpik,
- Michel Ouellet,
- Dennis Owchar,

## P
- Jim Paek,
- Wilf Paiement,
- Žigmund Pálffy,
- Bob Paradise,
- Rich Parent,
- Richard Park,
- Ed Patterson,
- Adam Payerl,
- Mel Pearson,
- Barry Pederson,
- David Perron,
- Janne Pesonen,
- Toby Petersen,
- Ronald Petrovický,
- Frank Pietrangelo,
- Lasse Pirjetä,
- Domenic Pittis,
- Michel Plasse,
- Steve Poapst,
- Greg Polis,
- Peter Popovic,
- Corey Potter,
- Derrick Pouliot,
- Kelly Pratt,
- Tracy Pratt,
- Dean Prentice,
- Noel Price,
- Pat Price,
- Tom Price,
- Ken Priestlay,
- Wayne Primeau,
- Sean Pronger,
- Jean Pronovost,
- Jamie Pushor,
- Taylor Pyatt,

## Q
- Dan Quinn,

## R
- Mike Ramsey,
- Mark Recchi,
- Greg Redquest,
- Nick Ricci,
- Stephane Richer,
- Pat Riggin,
- Gary Rissling,
- Jani Rita,
- Bobby Rivard,
- Rene Robert,
- Gary Roberts,
- Gordie Roberts,
- Luc Robitaille,
- Randy Robitaille,
- Dave Roche,
- Roberto Romano,
- Tom Roulston,
- Mike Rowe,
- Andre Roy,
- Michal Rozsíval,
- Duane Rupp,
- Mike Rupp,
- Terry Ruskowski,
- Bryan Rust,
- Jim Rutherford,
- Jarkko Ruutu,

## S
- Dany Sabourin,
- Rocky Saganiuk,
- Kjell Samuelsson,
- Mikael Samuelsson,
- Philip Samuelsson,
- Ulf Samuelsson,
- Derek Sanderson,
- Tomas Sandström,
- Grant Sasser,
- Miroslav Šatan,
- Glen Sather,
- Ryan Savoia,
- Ken Schinkel,
- Norm Schmidt,
- Ron Schock,
- Dwight Schoefield,
- Dave Schultz,
- Rod Schutt,
- Rob Scuderi,
- Jeff Serowik,
- Eddie Shack,
- Doug Shedden,
- Gregg Sheppard,
- Jim Shires,
- Zach Sill,
- Jon Sim,
- Roman Simicek,
- Charlie Simmer,
- Bobby Simpson,
- Craig Simpson,
- Reid Simpson,
- Ville Siren,
- Michal Sivek,
- Martin Skoula,
- Pavel Skrbek,
- Pēteris Skudra,
- John Slaney,
- Jiří Šlégr,
- Al Smith,
- Doug Smith,
- Nathan Smith,
- Bryan Smolinski,
- Carl Sneep,
- Ron Snell,
- Ted Snell,
- Garth Snow,
- Martin Sonnenberg,
- Nick Spaling,
- Bill Speer,
- Brian Spencer,
- André St. Laurent,
- Jordan Staal,
- Ron Stackhouse,
- Paul Stanton,
- Mike Stapleton,
- Lee Stempniak,
- Brett Sterling,
- Kevin Stevens,
- Bob Stewart,
- John Stewart,
- Brian Strait,
- Martin Strbak,
- Alek Stojanov,
- Ryan Stone,
- Blaine Stoughton,
- Martin Straka,
- Art Stratton,
- Martin Štrbák,
- Bob Stumpf,
- Steve Sullivan,
- Tomas Surovy,
- Brandon Sutter,
- Rich Sutter,
- Garry Swain,
- George Swarbrick,
- Darryl Sydor,
- Petr Sýkora,

## T
- Rick Tabaracci,
- Jeff Taffe,
- Peter Taglianetti,
- Maxime Talbot,
- Dale Tallon,
- Chris Tamer,
- Eric Tangradi,
- Tony Tanti,
- Dick Tarnstrom,
- Bobby Taylor,
- Mark Taylor,
- Greg Tebbutt,
- Jocelyn Thibault,
- Brad Thiessen,
- Bill Thomas
- Errol Thompson,
- Chris Thorburn,
- Tom Thornbury,
- Billy Tibbetts,
- Dave Tippett,
- German Titov,
- Rick Tocchet,
- Jeff Toms,
- Tim Tookey,
- Dan Trebil,
- Vincent Tremblay,
- Bryan Trottier,
- Ron Tugnutt,
- Ian Turnbull,

## U
- Gene Ubriaco,
- Dominik Uher,

## V
- Garry Valk,
- Wayne Van Dorp,
- Ed Van Impe,
- Ryan VandenBussche,
- Joe Vitale,
- Tomas Vokoun
- Vladimír Vůjtek,

## W
- Tim Wallace
- Bryan Watson,
- Steve Webb,
- Wally Weir,
- Noah Welch,
- Chris Wells,
- Brad Werenka,
- Ryan Whitney,
- Jim Wiley,
- Barry Wilkins,
- Neil Wilkinson,
- Jason Williams
- Dunc Wilson,
- Landon Wilson,
- Mike Wilson,
- Mitch Wilson,
- Scott Wilson
- Bennet Wolf,
- Jason Woolley,
- Bob Woytowich,
- Ken Wregget,
- Tyler Wright,

## Y
- Harry York,
- Scott Young,
- Warren Young,
- Wendell Young,

## Z
- Rod Zaine,
- Zarley Zalapski,
- Jeff Zatkoff,
- Richard Zemlak,
- Michael Zigomanis
- Harry Zolnierczyk,
- Szergej Zubov,